# Krpeľany
Krpeľany (węg. Kerpelény) – wieś (obec) w powiecie Martin w kraju żylińskim na Słowacji. Liczy 1620 mieszkańców. Wieś położona jest w dolinie rzeki Wag, w północno-wschodnim narożniku Kotliny Turczańskiej. 
Pierwsza pisemna wzmianka o Krpeľanach pochodzi z 1430 r. Wieś należała do feudalnego „państwa” suczańskiego. Jej mieszkańcy, obok rolnictwa i hodowli bydła, zajmowali się flisactwem na Wagu. Do dziś przetrwały tu niektóre dawne rzemiosła: tkactwo, koszykarstwo, stolarstwo, a także rzeźba w drewnie. Od lat 70. XX w. we wsi działa zespół folklorystyczny „Tiešňavan”.
Tuż ponad wsią wznosi się zapora wodna na Wagu (słow. Vodná nádrž Krpeľany) z elektrownią wodną i zbiornik wodny Krpeľany. Przez wieś przebiega linia kolejowa Vrútky – Poprad będąca fragmentem historycznej Kolei Koszycko-Bogumińskiej, na której jest przystanek kolejowy Krpeľany.